# Versterkt huis van Novéry
Het Versterkt huis van Novéry (Frans: Maison forte de Novéry) is een kasteel in de Franse gemeente Minzier. Het verstrekte huis is gedeeltelijk een beschermd historisch monument sinds 1993.